# Рибосомные рибонуклеиновые кислоты
Рибосо́мные рибонуклеи́новые кисло́ты (рРНК) — несколько молекул РНК, составляющих основу рибосомы. Основным назначением рРНК является осуществление трансляции — считывания информации с мРНК при помощи адапторных молекул тРНК и катализ образования пептидных связей между присоединёнными к тРНК аминокислотами.

## Рибосомные субчастицы и номенклатура рРНК

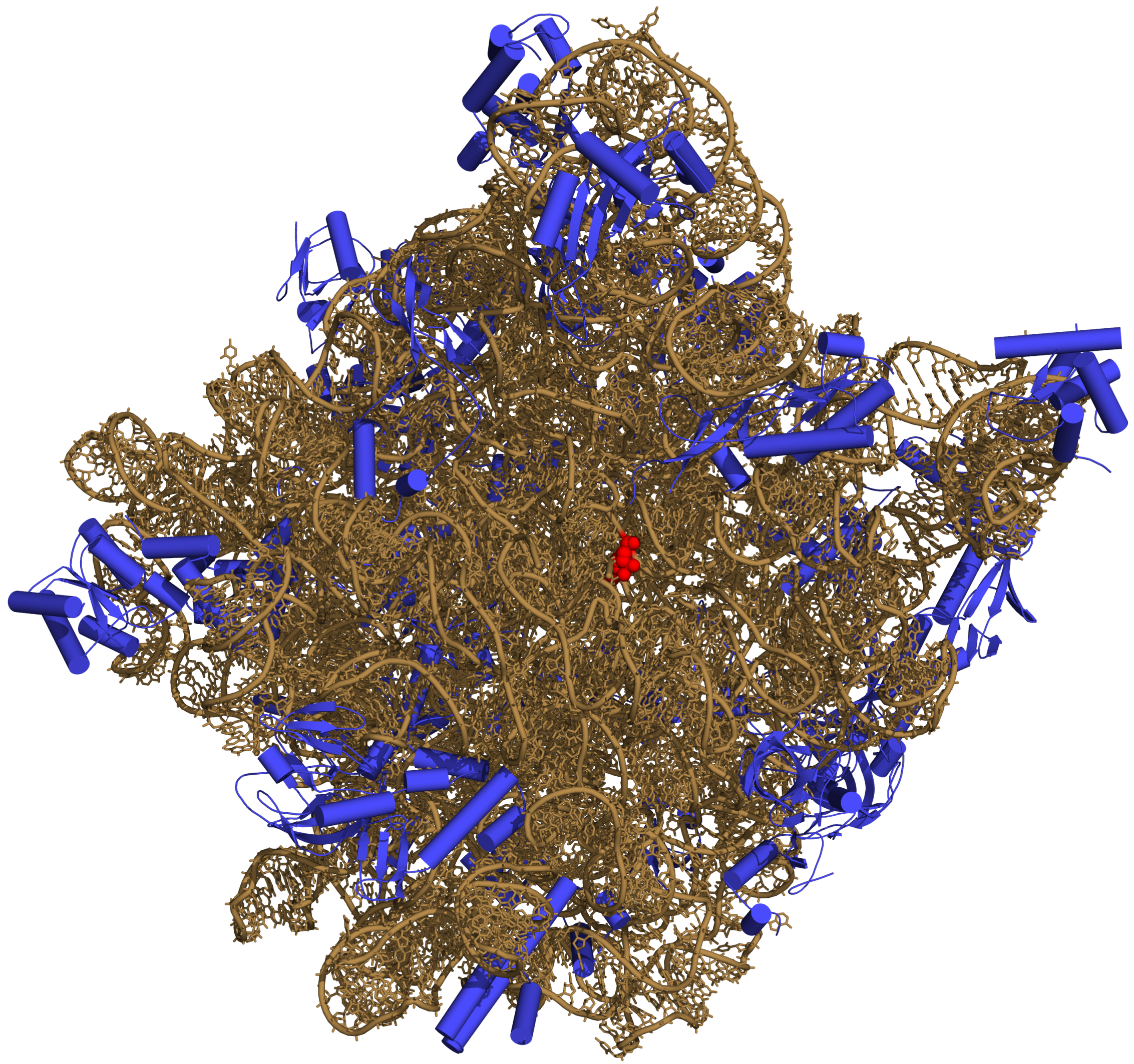
Большая рибосомная субчастица 50S.
Коричневым показана рРНК, синим — белки нуклеопротеидного комплекса субчастицы, красным — активный центр.

На электронно-микроскопических изображениях интактных рибосом заметно, что они состоят из двух отличающихся размерами субчастиц. Связь между этими субчастицами относительно слаба: при изменении параметров среды, ведущему к электростатическому дезэкранированию фосфатных групп рРНК (например, при снижении концентрации ионов магния) рибосома диссоциирует на субчастицы, такая диссоциация обратима: при восстановлении параметров среды субчастицы реассоциируют в исходные рибосомы.
Отношение масс субчастиц составляет ~2:1; массы, в свою очередь выражаются в измеряемых напрямую константах седиментации (скорость осаждения в единицах Сведберга, S) при ультрацентрифуговании. Именно этот параметр и лёг в основу номенклатуры рРНК и рибосомных субчастиц: используются обозначения вида
[коэффициент седиментации]S
Так, например, рибосомная РНК прокариот с коэффициентом седиментации 16 единиц Сведберга обозначается как 16S рРНК.
Поскольку коэффициенты седиментации зависят не только от молекулярной массы, но и от формы частиц, седиментационные коэффициенты при диссоциации неаддитивны: так, например, бактериальные рибосомы с молекулярной массой ~3⋅106 Дальтон имеет коэффициент седиментации 70S, обозначается как 70S и диссоциирует на субъединицы 50S и 30S:
70S {\displaystyle \to } 50S + 30S
Рибосомные субчастицы содержат по одной молекуле рРНК большой длины, масса которой составляет ~1/2 — 2/3 массы рибосомной субчастицы, таким образом, в случае бактериальных рибосом 70S субчастица 50S содержит рРНК 23S (длина ~3000 нуклеотидов) и субчастица 30S содержит рРНК 16S (длина ~1500 нуклеотидов); большая рибосомная субчастица кроме «длинной» рРНК содержит также одну или две «коротких» рРНК (5S рРНК бактериальных рибосомных субчастиц 50S или 5S и 5.8S рРНК больших рибосомных субчастиц эукариот).

## Синтез

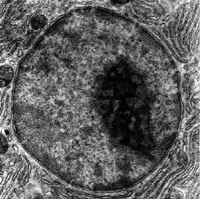
Микрофотография клеточного ядра с ядрышком (тёмное образование) — местом синтеза рРНК и сборки рибосомных субчастиц

Рибосомная РНК составляет большую долю (до 80 %) всей клеточной РНК, такое количество рРНК требует интенсивной транскрипции кодирующих её генов. Такая интенсивность обеспечивается большим количеством копий кодирующих рРНК генов: у эукариот насчитывается от нескольких сотен (~200 у дрожжей) до десятков тысяч (для различных линий хлопка сообщалось о 50 — 120 тыс. копий) генов, организованных в массивы тандемных повторов.
У человека гены, кодирующие рРНК, также организованы в группы тандемных повторов, расположенных в центральных областях короткого плеча 13, 14, 15, 21 и 22-й хромосом.
Синтезируются РНК-полимеразой I в виде длинной молекулы пред-рибосомальной РНК, которая разрезается на отдельные РНК, составляющие основу рибосом. У бактерий и архей начальный транскрипт обычно включает 16S, 23S и 5S рРНК, между которыми находятся удаляемые в процессе обработки пре-рРНК последовательности. Обычно между 16S и 23S рРНК генами расположен один или несколько генов тРНК; так, у E. coli начальный транскрипт такой группы генов имеет следующую последовательность:
(16S рРНК) — (1-2 тРНК) — (23S рРНК) — (5S рРНК) — (0-2 тРНК)
Такой транскрипт расщепляется на фрагменты пред-рРНК и тРНК ферментом рибонуклеазой III.
У эукариот 18S, 5.8S и 25/28 рРНК ко-транскрибируются РНК-полимеразой I, в то время как ген 5S рРНК транскибируется РНК-полимеразой III.
У эукариот места сосредоточения генов, кодирующих рРНК, обычно хорошо заметны в ядре клетки, благодаря скоплению вокруг них субъединиц рибосом, самосборка которых происходит тут же. Эти скопления хорошо прокрашиваются цитологическими красителями и известны под названием ядрышко. Соответственно, наличие ядрышек характерно не для всех фаз клеточного цикла: при делении клетки в профазе ядрышко диссоциирует, поскольку синтез рРНК приостанавливается и вновь образуется в конце телофазы при возобновлении синтеза рРНК.

## Сравнительный анализ про- и эукариотических рРНК
Рибосомальные РНК (как и рибосомы) прокариот и эукариот отличаются друг от друга, хотя и обнаруживают значительное сходство участков последовательностей. 70S рибосома прокариот состоит из большой 50S субъединицы (построенной на основе двух молекул рРНК — 5S и 23S) и малой 30S субъединицы (построенной на основе 16S рРНК). 80S рибосома эукариот состоит из большой 60S субъединицы (построенной на основе трех молекул рРНК — 5S, 5,8S и 28S) и малой 40S субъединицы (построенной на основе 18S рРНК).

## Использование информации о последовательности
Информация о рРНК определённого организма используется в медицине и эволюционной биологии.

### В молекулярной филогенетике

Филогенетическое дерево, построенное на основании анализа 16S рРНК.

Ген рРНК — один из наиболее консервативных (наименее вариабельных) генов. Поэтому систематическое положение организма и время расхождения с близкими видами могут быть определены на основании анализа сходств и различий в последовательностях рРНК.

### При разработке антибиотиков
рРНК является мишенью для большого количества антибиотиков, многие из которых используются в клинической практике, например, хлорамфеникол, эритромицин, касугамицин, микрококксин, спектиномицин, стрептомицин, тиострептон. Некоторые pPHK-связывающие антибиотики эффективны, в том числе, против некоторых эукариотических организмов (например, гигромицин Б, паромомицин).